# Olivier Senny
Olivier Senny beter bekend onder zijn artiestennaam Olsen, is een op 22 februari 1985 geboren Belgische tekenaar van onder meer tekenfilmfiguren.

## Werken
Olsen werkt regelmatig aan eigen werken maar ook in opdracht voor studio's waarbij zijn bekendste bijdrage tot op heden zeker de Belgisch-Franse productie The Son of Bigfoot is.
Na een crowfunding actie heeft hij de werkzaamheden aan een eigen tekenfilm La Légende de Lune kunnen doorzetten.
In oktober 2022 heeft hij ook een productiehuis hiervoor gevonden namelijk Vivi film van Viviane Vanfleteren.